# Contagium vivum fluidum

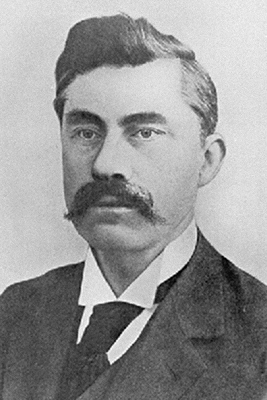
Martinus Beijerinck

Contagium vivum fluidum (tiếng Latinh: "contagious living fluid") là một cụm từ đầu tiên được sử dụng để mô tả một virus và nhấn mạnh khả năng trượt qua các bộ lọc lưới tốt nhất có sẵn và cho phép nó gần như là chất lỏng. Martinus Beijerinck (1851-1931), một nhà vi sinh học và nhà thực vật học người Hà Lan, đã sử dụng thuật ngữ này khi nghiên cứu virus khảm thuốc lá, trở nên tin rằng virus có tính chất lỏng.
Năm 1892, Dmitri Ivanovsky đã phát hiện ra rằng nguyên nhân của bệnh "khảm lá thuốc lá" có thể đi qua bộ lọc sứ của Chamberland. Ông lưu ý những phát hiện này, nhưng cảm thấy rằng họ chỉ có thể có kết quả từ một bộ lọc nứt. Năm 1898, Beijerinck đã để ý rằng mầm bệnh đủ nhỏ để xuyên qua bộ lọc thường dùng để bẫy vi khuẩn.